# 风暴君王
风暴君王是一只意大利罗马的极端金属乐队（乐队自我认证为“极端史诗金属”——Extreme epic metal）。他们发行了五张全长专辑，分别是《至高战争艺术》（Supreme Art Of War，1999年），《乌托邦门前》（At The Gates Of Utopia，2001年），《戈耳工祭仪》（The Gorgon Cult，2004年），《我们的海》（Mare Nostrum，2008年），以及《西方之国》（Hesperia，2013年）。比起其他黑金属乐队，乐队显著大量使用键盘作乐，使得他们有一种力量金属的史诗感。
他们的大多歌曲都有一个史诗主题，经常使用来自古希腊神话的故事以及人物（例如宙斯、哈迪斯、珀尔塞福涅、普罗米修斯
以及泰坦等）。他们的主唱克里斯蒂亚诺可以以两种嗓音演唱：一种是源于黑金属的高调嗓音，另一种则是源于死亡金属的喉音咆哮。
乐队在2004年发布了歌曲《Under The Boards》的MV，里面有大量血腥场面。该视频被大多电视频道禁播，但是在互联网上则获得了大量下载。 

## 成员

### 目前成员
- 克里斯蒂亚诺·博尔基（Cristiano Borchi）：主唱（1991年至今）、贝斯（1991-1996年）
- 詹保罗·卡普里诺（Gianpaolo Caprino）：吉他、清嗓、键盘（2002年至今）
- 安德烈亚·安杰利尼（Andrea Angelini）：吉他（2010年至今）
- 里卡尔多·施图德（Riccardo Studer）：键盘（2011年至今）
- 弗朗西斯科·布奇（Francesco Bucci）：贝斯（1997年至今）
- 大卫·福尔奇托（David Folchitto）：鼓（1999年至今）

现场以及客座成员
- 毛里奇奥·帕里奥蒂（Maurizio Pariotti）：现场键盘手
- A.G.Volgar (Deviate Damaen)：歌剧演唱、叙事（录音室）
- 伊丽莎白·马尔凯蒂（Elisabetta Marchetti）：女声（现场、录音）（2004年至今）

### 前成员
- Pierangelo Giglioni：吉他（1997-2010年）
- 克劳迪奥·迪特卡洛（Claudio Di Carlo）：吉他（1991年至1994年）
- 里卡尔多·蒙塔纳（Riccardo Montanari）：鼓（1991-1994年）
- Andrea Cacciotti：吉他（1993-1995年）
- Dario Maurizi：吉他（1995年）
- 加布里埃尔·瓦莱里奥（Gabriele Valerio）：鼓（1995年）
- Fabrizio Cariani：键盘（1995-1999年）
- Marcello Baragona：鼓（1995-1999年）
- Dux Tenebrarum：吉他（1997年）
- Raffaella Grifoni：女声（1997年）
- Malfeitor Fabban：贝斯（1997-1998年）
- Simone Scazzocchio：键盘
- Luca Bellanova：键盘

## 专辑列表

### 全长专辑
- 《至高战争艺术》（Supreme Art Of War）（1999年）
- 《乌托邦门前》（At The Gates Of Utopia）（2001年）
- 《戈耳工祭仪》（The Gorgon Cult）（2004年）
- 《我们的海》（Mare Nostrum）（2008年）
- 《西方之国》（Hesperia）（2013年）

### EP
- 《Under The Sign Of The Sword》（1997年）
- 《我的精神永在》（Where My Spirit Forever Shall Be）（1998年）
- 《美杜莎诅咒》（The Curse of Medusa）（2001年）

### DEMO
- Demo 1992（1992年）
- 《黑骑士》（Black Knight）（1993年）
- 《Promo 1997》（1997年）

### DVD
- 《魁北克之战：加拿大现场》（The Battle Of Quebec City: Live In Canada）（2007年）

### 合辑
- 《遗产——极端史诗金属17载》（The Legacy – 17 Years Of Extreme Epic Metal）（2008年）